# خوسه لوئیس گونسالس داویلا
خوسه لوئیس گونسالس داویلا (اسپانیایی: José Luis González Dávila‎؛ ۱۴ سپتامبر ۱۹۴۵ – ۸ سپتامبر ۱۹۹۵) بازیکن فوتبال اهل مکزیک بود.
از باشگاه‌هایی که در آن بازی کرده‌است می‌توان به باشگاه فوتبال دپورتیوو تولوکا و باشگاه فوتبال اونیورسیداد ناسیونال اشاره کرد.
وی همچنین در تیم ملی فوتبال مکزیک بازی کرده‌است.